# Critics’ Choice Super Award/Bester Schauspieler in einem Horrorfilm

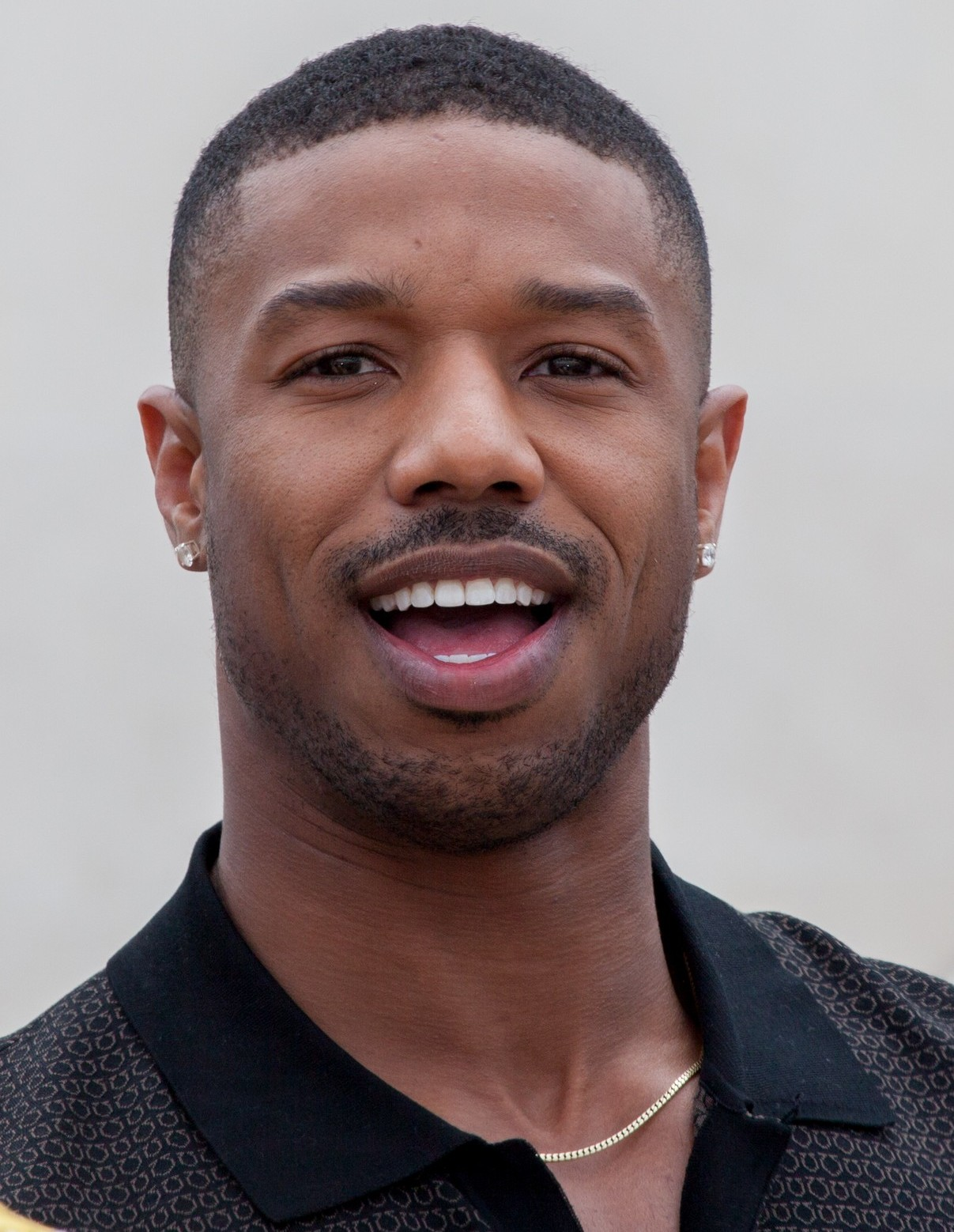
Preisträger 2025: Michael B. Jordan (Blood & Sinners)

Der Critics’ Choice Super Award in der Kategorie Bester Schauspieler in einem Horrorfilm (Originalbezeichnung: Best Actor in a Horror Movie) ist eine der Auszeichnungen, die jährlich in den Vereinigten Staaten von der Critics Choice Association (CCA) verliehen werden. Mit ihr werden die Schauspieler der besten Horrorfilme des vergangenen Jahres geehrt. Die Kategorie wurde 2021 ins Leben gerufen.

## Statistik
Die Kategorie Bester Schauspieler in einem Horrorfilm wurde zur ersten Verleihung im Januar 2021 geschaffen. Seitdem wurden an fünf verschiedene Schauspieler eine Gesamtanzahl von fünf Preisen in dieser Kategorie verliehen. Der erste Preisträger war Vince Vaughn, der 2021 für seine Rolle als Blissfield Butcher in Christopher B. Landons Freaky ausgezeichnet wurde. Der bisher letzte Preisträger war Michael B. Jordan, der 2025 für seine Rolle als Zwillinge Smoke und Stack in Ryan Cooglers Blood & Sinners geehrt wurde.
| Statistik                          | Schauspieler | Anzahl | Jahre             |
| ---------------------------------- | ------------ | ------ | ----------------- |
| Häufigste Nominierungen (* = Sieg) | Nicolas Cage | 3      | 2022, 2024*, 2025 |

## Gewinner und Nominierte
Die unten aufgeführten Filme werden mit ihrem deutschen Verleihtitel (sofern ermittelbar) angegeben, danach folgt in Klammern in kursiver Schrift der fremdsprachige Originaltitel. Die Nennung des Originaltitels entfällt, wenn deutscher und fremdsprachiger Filmtitel identisch sind. Die Gewinner stehen hervorgehoben in fetter Schrift an erster Stelle.
2021
Vince Vaughn – Freaky
Sope Dirisu – His House
Pjotr Fjodorow – Sputnik – Es wächst in dir (Спутник, Sputnik)
Michiel Huisman – The Other Lamb
Dan Stevens – Tod im Strandhaus (The Rental)
2022
Yahya Abdul-Mateen II – Candyman
Nicolas Cage – Willy’s Wonderland
Dave Davis – The Vigil – Die Totenwache (The Vigil)
Vincent Lindon – Titane
Cillian Murphy – A Quiet Place 2 (A Quiet Place: Part II)
Sam Richardson – Werewolves Within
2023
Ralph Fiennes – The Menu
Ethan Hawke – The Black Phone
Fedja van Huêt – Speak No Evil
Rory Kinnear – Men – Was dich sucht, wird dich finden (Men)
Justin Long – Barbarian
2024
Nicolas Cage – Dream Scenario
Dave Bautista – Knock at the Cabin
Tobin Bell – Saw X
Joaquin Phoenix – Beau Is Afraid
Andrew Scott – All of Us Strangers
2025
Michael B. Jordan – Blood & Sinners (Sinners)
Nicolas Cage – Longlegs
David Dastmalchian – Late Night with the Devil
Hugh Grant – Heretic
Bill Skarsgård – Nosferatu – Der Untote (Nosferatu)
Justice Smith – I Saw the TV Glow